# CR Autotransportwagen 83
Um dem allgemeinen Autoverkehr und insbesondere dem Bedarf der vielen aufkommenden Automobilhersteller Rechnung zu tragen, baute die Caledonian Railway (CR) zwischen 1906 und 1908 in ihren eigenen Werkstätten geräumige dreiachsige Wagen für den ausschließlichen Transport von Personenkraftwagen. Die geschlossenen Autotransportwagen (im englischen anfangs als Covered Carriage Truck, später als Motor Car Van bezeichnet) nach Musterblatt 83 waren eine Weiterentwicklung der zuvor gebauten zweiachsigen Wagen nach Musterblatt 11a und 68.
An beiden Frontseiten befanden sich zweiflüglige Türen zum Ein- bzw. Ausfahren der Kraftfahrzeuge. Die Wagen boten Platz für zwei normal große PKW, die mittels verschiebbaren Querstreben, Bremsschuhen und Lederriemen in den Wagen fixiert werden konnten.
Zu den größten Kunden zählte die Firma Argyll Motors, die regelmäßig ihre Autos von der Fabrik in Alexandria zum 1906 eröffneten Ausstellungs- und Verkaufsraum nach London transportieren musste. Daneben buchten auch wohlhabende Privatpersonen gelegentlich einen solchen Wagen, um das Auto in den Sommerurlaub nach Schottland mitzunehmen.